# Marcel Fabre
Marcel Fabre, pseudonimo di Marcelo Fernández Peréz (Madrid, 1º giugno 1884 – Los Angeles, 3 agosto 1929), è stato un attore, regista e sceneggiatore spagnolo del cinema muto, interprete del personaggio comico Robinet.

## Biografia
Marcel Fabre nacque a Madrid il 1º giugno 1884, inizialmente fu un acrobata e clown da circo e iniziò la sua carriera cinematografica in Francia come «comparsa» in diverse comiche girate dalla Pathé e dalla Éclair.
Nel 1910 venne ingaggiato dalla casa cinematografica italiana Ambrosio Film di Torino, in risposta alla concorrente cittadina Itala Film che qualche tempo prima ingaggiò il comico francese André Deed. Nel cinema italiano Fabre fu soprattutto protagonista dei film della serie comica Robinet da lui interpretati e diretti, che gli diede enorme popolarità, ma fu anche regista e co-protagonista di alcuni film della serie Fricot interpretati da Ernesto Vaser, e di alcuni della serie Gigetta interpretati da Gigetta Morano, sua partner in varie pellicole.
Successivamente la Morano, co-protagonista dei film comici della serie Robinet, fu Robinette, personaggio comico femminile interpretato da Nilde Baracchi. Dal 1910 al 1915 interpretò oltre 135 film, non solo come Robinet ma anche in altri generi, come in Le avventure straordinarissime di Saturnino Farandola (1913).
Nel 1916 Fabre emigrò negli Stati Uniti, dove svolse varie attività, e nei suoi primi film americani fu interprete del personaggio comico Bungles, e girò quattro cortometraggi da protagonista per la Vim Comedy Film Company, che aveva come antagonista un personaggio interpretato dall'allora misconosciuto Oliver Hardy. Tentò di riprendere il personaggio di Robinet, con la creazione di Tweedy e Tweedy-Dan, personaggi interpretati fino al 1923. Qui conobbe l'attrice Dorothy Earle, che sposò e dalla cui unione nacque un figlio.
Fabre si dedicò successivamente ad altri tipi di generi, come regista di film commedia e western.
Morì a Los Angeles il 3 agosto 1927, all'età di 45 anni.

## Il personaggio di Robinet in altre lingue
- Francese: Robinet
- Inglese: Tweedledum
- Olandese: Nauke
- Spagnolo: Robinet
- Tedesco: Nauke
- Ungherese: Robinetti e Házassági

## Filmografia parziale
- Gigetta si vendica di Robinet (1910), regia e interpretazione
- Perché Fricot fu messo in collegio (1910), regia e interpretazione
- Fricot va in collegio (1910), regia
- Robinet appassionato del dirigibile (1910), regia e interpretazione
- Robinet ha perso il treno (1910), regia e interpretazione
- Il prurito di Robinet (1910), regia e interpretazione
- Robinet costretto a fare il ladro (1910), regia e interpretazione
- Gigetta al reggimento (1910), regia e interpretazione
- Il biglietto di favore (1910), regia
- Robinet vuol fare il jockey (1910), regia e interpretazione
- Robinet questurino (1910), regia e interpretazione
- Fricot impiegato municipale (1910), regia
- Robinet studia una parte tragica (1910), regia e interpretazione
- Gastone e Robinet vogliono prender moglie (1910), regia e interpretazione
- Una avventura di Robinet (1911), regia e interpretazione
- Robinet innamorato di una chanteuse (1911), regia e interpretazione
- Robinet ed i salvatori (1911), regia e interpretazione
- Robinet anarchico (1912), regia e interpretazione
- Robinet scioperante (1912), regia e interpretazione
- Robinet Alpino (1912), regia e interpretazione
- Robinet diventa un Ercole (1912), regia e interpretazione
- Robinet guida per amore (1912), regia e interpretazione
- Robinet troppo amato da sua moglie (1912), regia e interpretazione
- Robinet si allena per il giro d'Italia (1912), regia e interpretazione
- Robinet fa il giro d'Italia in bicicletta (1912), regia e interpretazione
- Robinet in vacanza (1912), regia e interpretazione
- Robinet e Butalin duellanti (1912), regia e interpretazione
- Robinet vuol sposare una dote (1913), regia e interpretazione
- Robinet, Robinette (1913), regia e interpretazione
- Robinet ama la fioraia (1913), regia e interpretazione
- Fricot cantastorie (1913), regia
- Le avventure straordinarissime di Saturnino Farandola (1913), regia e interpretazione
- Come Robinet divenne comico (1914), regia e interpretazione
- Robinet ha del carattere (1914), regia e interpretazione
- Robinet cerca l'ideale (1914), regia e interpretazione
- Robinet ama disinteressatamente (1914), regia e interpretazione
- Il bastone di Robinet (1914), regia e interpretazione
- Robinet perde e guadagna (1914), regia e interpretazione
- Robinet ha il tipo americano (1914), regia e interpretazione
- Robinet è geloso (1914), regia e interpretazione
- L'energia di Fricot (1914), regia e interpretazione
- La donna economa (1914), regia e interpretazione
- Amor pedestre (1914), regia e interpretazione
- Robinet fotografo (1914), regia e interpretazione
- Quando Robinet ama (1915), regia e interpretazione
- Robinet torna a Robinette (1915), regia e interpretazione
- Robinette vuol farla a Robinet (1915), regia e interpretazione
- La cambiale di Robinet (1915), regia e interpretazione
- Jack Forbes contro Robinet (1915), regia e interpretazione
- La colpa del morto (1915), regia e interpretazione
- Il yacht misterioso (1915), co-regia con Adelardo Fernández Arias e interpretazione
- Bungles' Rainy Day (1916), regia e interpretazione
- Bungles Enforces the Law (1916), regia e interpretazione
- Bungles' Elopement (1916), regia e interpretazione
- Bungles Lands a Job (1916), regia e interpretazione
- Tweedledum Torpedoed by Cupid (1916), regia e interpretazione
- Some Hero (1916), regia e interpretazione
- A Busy Night (1916), regia e interpretazione
- Lend Me Your Wife (1916), regia e interpretazione
- The Burlesque Show (1916), regia e interpretazione
- He Wins (1918), regia, sceneggiatura e interpretazione
- The Recruit, regia di William A. Seiter (1918 - sceneggiatura)
- His Golden Romance, regia di Cortland Van Deusen (1918 - sceneggiatura)
- Oh! What a Day, regia di William A. Seiter (1918)
- The Fly Ball, regia di William A. Seiter (1918)
- Ain't It So?, regia di William A. Seiter (1918)
- Some Baby!, regia di William A. Seiter (1918)
- You're Next (1919), regia, sceneggiatura e interpretazione
- She-Me (1919), regia, sceneggiatura e interpretazione
- In the Wild West (1919), regia, sceneggiatura e interpretazione
- Gee Whiz! (1919), regia e interpretazione
- Framed Up (1919), regia, sceneggiatura e interpretazione
- Business Without Pleasure (1919), regia, sceneggiatura e interpretazione
- Almost Married (1919), regia, sceneggiatura e interpretazione
- The Way Women Love (1920), regia, sceneggiatura e interpretazione
- Wild (1921), regia e interpretazione
- The Week-End (1921), regia e interpretazione
- Sweet Daddy (1921), regia e interpretazione
- Luxury (1921), regia
- Chick-Chick (1921), regia e interpretazione
- Milk Made (1921), regia e interpretazione
- Here He Is (1921), regia e interpretazione
- Unconquered Woman (1922), regia
- West vs. East (1922), regia
- Don't Monkey (1922), regia e interpretazione
- Duty First (1922), regia
- The Better Man Wins (1922), co-regia con Frank S. Mattison e sceneggiatura
- Friday, the 13th (1923), regia e interpretazione
- Hold Tight (1925), regia
- A Peaceful Riot (1925), regia
- Mummy Love (1926), regia
- Alice Blues (1926), regia
- The Vulgar Yachtman (1926), regia
- Pioneers of the West (1927), regia e sceneggiatura
- Out All Night, regia di William A. Seiter (1927 - sceneggiatura)
- His In-Laws (1928), regia